# 1896 في كندا
فيما يلي قوائم الأحداث التي وقعت خلال عام 1896 في كندا.

## سياسة

### تعيين في المنصب
- 1 يناير – روبرت جون فلمنج عمدة تورونتو [الإنجليزية]‏.
- 23 يونيو – بنجامين راسيل عضو مجلس العموم الكندي.
- 23 يونيو – جون فرازير عضو مجلس العموم الكندي.
- 23 يونيو – جون كلارك عضو مجلس العموم الكندي.
- 13 يوليو – تشارلز فيتزباتريك المحامي العام لكندا [الإنجليزية]‏،عضو مجلس العموم الكندي.
- 5 أغسطس – ويليام ستيفنز فيلدينغ عضو مجلس العموم الكندي.
- 15 أغسطس – جورج هنري موراي عضو مجلس نواب نوفا سكوشا ‏.
- 19 أغسطس – روبرت بوردن عضو مجلس العموم الكندي.
- 19 ديسمبر – توماس أوسبورن ديفيس عضو مجلس العموم الكندي.

### انتهاء فترة المنصب
- 1 يناير – هنري كولينز عمدة فانكوفر ‏.
- 22 يونيو – توماس إدوارد كيني عضو مجلس العموم الكندي.
- 12 يوليو – جون جونز روس رئيس مجلس الشيوخ [الإنجليزية]‏.
- 18 يوليو – ويليام ستيفنز فيلدينغ عضو مجلس نواب نوفا سكوشا ‏.
- 27 يوليو – جون كلارك عضو مجلس العموم الكندي.
- 1 سبتمبر – جون فيرغسون عضو مجلس الشيوخ الكندي ‏.
- 24 نوفمبر – جون جيمس فرازير Lieutenant Governor of New Brunswick [الإنجليزية]‏.

## مواليد

### يناير
- 1 يناير – آرثر غوردون سياسي كندي.
- 1 يناير – جان هال مهندسة معمارية كندية.
- 1 يناير – دوغلاس بوش
- 1 يناير – هارولد جي. فوكس محامي كندي.
- 14 يناير – غوردون شرام فيزيائي كندي.
- 24 يناير – جورج أوين جونسون عسكري كندي.
- 26 يناير – ألف سكينر لاعب هوكي جليد كندي.

### فبراير
- 1 فبراير – جيمس هنري فورمان
- 3 فبراير – غرانت ديكستر صحفي كندي.
- 14 فبراير – إي. في. غوردون لغوي كندي.

### مارس
- 2 مارس – جيمي جيبسون
- 4 مارس – هاري جاي روبرتسون لاعب كرة قدم أمريكية.
- 9 مارس – فرد ويتمان سياسي كندي.
- 23 مارس – فرانك ك. مور سياسي أمريكي.
- 27 مارس – ويليام جاي باين مهندس معماري من الولايات المتحدة الأمريكية.

### أبريل
- 12 أبريل – ويليام ميجر سياسي كندي.
- 27 أبريل – ديف كامبل لاعب هوكي جليد كندي.

### مايو
- 5 مايو – هارولد إدوارد ويلزي سياسي كندي.
- 9 مايو – ريتشارد داي
- 10 مايو – ألبرت فيكتور واترس سياسي كندي.
- 12 مايو – جيرالد إيوارت ناش
- 19 مايو – هولدا كروكس متسلقة جبال من الولايات المتحدة الأمريكية.
- 31 مايو – سالتر هايدن سياسي كندي.

### يونيو
- 13 يونيو – فريدريك س. أرمسترونغ
- 22 يونيو – ليونارد دبليو. موراي عسكري كندي.
- 29 يونيو – تاي أربور لاعب هوكي جليد كندي.

### يوليو
- 1 يوليو – ويليام غيلبرت وير سياسي كندي.
- 5 يوليو – هارولد هاركورت
- 9 يوليو – بيير دوبوي دبلوماسي كندي.
- 10 يوليو – تيريز كاسجرين سياسية كندية.
- 11 يوليو – كينيث بورنس كون طيار بطل كندي.
- 16 يوليو – بيل روني لاعب كرة قدم أمريكية.
- 25 يوليو – آرثر برادفيلد فيركلوغ عسكري كندي.
- 26 يوليو – رودجر سميث لاعب هوكي جليد كندي.
- 27 يوليو – آن سافاج فنانة كندية.
- 28 يوليو – جورج آرثر ويلزي سياسي كندي.

### أغسطس
- 2 أغسطس – ويليام بنسون كرايغ
- 7 أغسطس – ويليام لانجفورد مُجدّف كندي.
- 17 أغسطس – إرنست دالتون مسايف كندي.
- 18 أغسطس – جاك بيكفورد
- 19 أغسطس – جورج باوتشر لاعب هوكي جليد كندي.
- 25 أغسطس – تشارلز ميلارد سياسي كندي.
- 30 أغسطس – ريموند ماسي

### سبتمبر
- 7 سبتمبر – إيمرسون سميث طيار بطل كندي.
- 13 سبتمبر – روي براون سياسي كندي.
- 24 سبتمبر – كلير آدامز ممثلة كندية.
- 25 سبتمبر – دونكان باول مونرو سياسي كندي.

### أكتوبر
- 7 أكتوبر – رونالد مانينغ فيلدينغ سياسي كندي.
- 9 أكتوبر – بيل كوك لاعب هوكي جليد كندي.
- 11 أكتوبر – أرت غانيه لاعب هوكي جليد كندي.

### نوفمبر
- 3 نوفمبر – مادلين فريتز

### ديسمبر
- 5 ديسمبر – بيلي كاميرون لاعب هوكي جليد كندي.
- 14 ديسمبر – فرنسيس فيليب قالبرايث رئيس تحرير صحيفة كندي.
- 15 ديسمبر – مارغريت بانرمان ممثلة كندية.

## وفيات

### يناير
- 1 يناير – جون والاس (مواليد 1812) سياسي كندي.

### فبراير
- 20 فبراير – هارت ماسي (مواليد 1823)

### أبريل
- 2 أبريل – تشارلز برتراند (مواليد 1824) سياسي كندي.
- 23 أبريل – جورج مونرو (مواليد 1825) ناشر كندي.

### يونيو
- 7 يونيو – وايت إيتون (مواليد 1849) رسام كندي.
- 10 يونيو – دونالد ألكسندر ماكدونالد (مواليد 1817) سياسي كندي.
- 19 يونيو – جون بيفيرلي روبنسون (مواليد 1821)

### يوليو
- 5 يوليو – ويليام تشرتش موير (مواليد 1822)

### سبتمبر
- 7 سبتمبر – فرد هيغينبوثمان (مواليد 1868)

### نوفمبر
- 24 نوفمبر – جون جيمس فرازير (مواليد 1829) سياسي كندي.

### ديسمبر
- 14 ديسمبر – سيمون غيبونز (مواليد 1851)